# Amphiprosztülosz

Amphiprosztülosz vázlatos rajza

Az amphiprosztülosz ókori görög templomtípus, a prosztülosz egy változata.
A prosztülosztól annyiban tér el, hogy nem csak a cella felőli homlokzat előtt vannak oszlopok, hanem az épület hátsó oldalán is (v.ö. Vitruvius III 2, 4). Ezen templomtípus ismert példái az athéni Ilisszosz templom, Athéna Nike temploma az Akropoliszon, a lindoszi Athéna-templom, és a III. Apollón-templom Délosz szigetén.